# ソニックアドバンス2
ソニック アドバンス2(SONIC ADVANCE2)は、2002年12月19日にゲームボーイアドバンス用ソフトとしてディンプス製作、ソニックチーム監修でセガより発売されたアクションゲーム。ソニック アドバンス シリーズの2作目である。
前作に比べ格段にステージが広大になり、さらにブーストの追加によりスピード感が増した。前作と同様、ゲームキューブ用ソフトソニックアドベンチャー2バトルとの連動機能が存在する。2004年6月17日には、お買い得版が発売された。また、2016年2月24日にはWii Uバーチャルコンソールで配信された。
現在ではお馴染みとなっているキャラクター、クリーム・ザ・ラビットが初登場した作品でもある。

## ストーリー
再びエッグマンランドの建設を企むエッグマン。今回は、ソニックの仲間達をさらい始めた。ソニックは、エッグマンの野望を止めるため、そして仲間達を救うため走り出した。

## ゲームシステム

### ゲーム上のルール
基本的なシステムは、前作と変わっていない。ただし、使用できるキャラクターは、最初はソニックのみである。ソニック以外のキャラクターは、ゲームを進めると使えるようになる。クリアデータはキャラクターごとに独立しているため、ソニックで最終ステージまでいっても、他のキャラクターでプレイする場合は最初からとなる。
前作よりもステージが一つ増え、ゾーン1〜7＋ファイナルゾーン＋エクストラゾーンが存在する。ゾーン1〜7はAct1、Act2、Boss Attackに分かれており、Act1はゴール地点にたどり着けばクリアだが、Act2はゴールまでいったあとボスと戦うことになる。今作のボス戦は、常に走りながら戦うことになる。今作は、ボスを倒した後に僅かだが、会話イベントが発生することもある。カオスエメラルドを全て集めることで、ソニックのみエクストラステージへ行ける。
クリアまでの最速タイム競うタイムアタックモードもある。

### 新アクション
操作方法は前作と同じだが、ブーストとトリックアクションが可能になった。ブーストは、しばらく走り続けることでオートで発動し、ブースト中はいったんスピードが落ちても直ぐに最高速になる。また、ブースト中に攻撃するブーストアクションが使用可能になる。
トリックアクションは、ジャンプ台でジャンプした後に十字キーとRボタンを押すことで空中で軌道を変えられる。このトリックアクションを使用しないと行けない場所もある。この二つの新アクションにより、行動範囲が格段に広がり、かつスピード感のあるアクションゲームを楽しむことができる。
また、新アクションとは異なるが、今作では全員がグラインド可能になっている。

### カオスエメラルド
ゾーン1〜7の各Actに、SPリングが7個存在する。これを全て集めてActをクリアすると、スペシャルステージに行くことができる。スペシャルステージでは、リングを規定数とることでカオスエメラルドを入手できる。前作同様、スペシャルステージは難易度が高い。失敗した場合は、再びSPリングを7個集めなければならない。今作も、カオスエメラルドを全て集めるのは攻略情報無しでは非常に難しい。
前作と異なりカオスエメラルドの取得状況は4人のキャラクターで独立しているため、全て集めるのは前作以上に困難である。4人のキャラクター全員でファイナルゾーンをクリアし、ソニックでカオスエメラルドを全て入手することで、エクストラゾーンに行け、真のエンディングが見られる。本作は隠し要素が豊富であり、それを出す条件はカオスエメラルドの入手に直結している。

### チャオのプチガーデン
基本的に前作と同様であるが、ミニゲームが異なる。ソニックアドベンチャー2バトルとの連動で、チャオや木の実を送ったり、アドバンス側にチャオを転送できる。今作では、誰か一人でもカオスエメラルドを全て集め、ファイナルゾーンをクリアしないとアクセス不可能である。

### 対戦
1カートリッジ対戦とマルチカートリッジ対戦がある。1カートリッジ対戦では、各キャラクターの固有アクションは使えない。

## ステージ
ZONE1：LEAF FOREST ZONE（リーフフォレストゾーン）
自然系のステージ。唯一水中に潜れるエリアがある。
ZONE2：HOT CRATER ZONE（ホットクレーターゾーン）
火山地帯を進んでいくステージ。
ZONE3：MUSIC PLANT ZONE（ミュージックプラントゾーン）
ホルンやピアノ、音符など音楽・楽器をモチーフにした仕掛けが登場するステージ。
ZONE4：ICE PARADISE ZONE（アイスパラダイスゾーン）
雪と氷に覆われたステージ。このステージから奈落が多数出てくるようになる。
ZONE5：SKY CANYON ZONE（スカイキャニオンゾーン）
雲の上の建造物を進んでいくステージ。プレイヤーを吹き飛ばす上昇気流やファンが多く登場する。
ZONE6：TECHNO BASE ZONE（テクノベースゾーン）
電子空間を進んでいくステージ。
ZONE7：EGG UTOPIA ZONE（エッグユートピアゾーン）
エッグマンの基地。重力が上下反転するポイントが多く登場する。
FINAL ZONE：XX ZONE（ダブルエックスゾーン）
エッグマンの宇宙ステーション。ゾーン1～7のボスが次々と出てくる（耐久力は半分になっている。）ステージで、終点にてラスボス「スーパーエッグロボZ」と戦う。
EXTRA ZONE：TRUTH AREA 53（トゥルーエリア53）
ソニックでカオスエメラルドを7つ集め、4人のキャラクターでファイナルゾーンをクリアするとアクセスできる真の最終ステージ。

## キャラクター

### プレイヤーキャラクター
前作同様、キャラクターに声は当てられていない。ここでは、本作におけるキャラクターの特徴を記述する。各キャラクターの詳細な設定などは、各項を参照。
ソニック
主人公。最初から使用可能。標準的な能力を持っており、中級者向けキャラであるが、クリームの登場により相対的に上級者よりになっていると言える。ただし、今作のボス戦においては空中ダッシュが非常に役に立つため、ボス戦はテイルスやナックルズよりもやりやすい。空中ダッシュは、説明書に記載されていないため、ある意味隠し技である（コマンドは前作と同じため前作からのプレイヤーならば直ぐにわかる）。
クリーム
ゾーン1のボスをソニックで倒すと使用可能。今作で初登場したキャラクターである。ソニックに助けられた後、母親を救うために走り出す。彼女が何故エッグマンに捕まっていたのかは不明である。ソニック達と同様、スピンダッシュやスピンジャンプといった共通アクションが可能である。耳を羽ばたかせて飛ぶことが出来るが、テイルスに比べ長距離飛行には向いていない。また、友達のチーズ（チャオ）を飛ばすことで遠くにいる敵を倒すことが出来る。行動範囲が広く、チーズを飛ばすことでボスすらも瞬殺できるので、非常に初心者向けのキャラである。尚、チーズを飛ばす事によって、スペシャルリングを取ることも可能。
テイルス
ゾーン3のボスをソニックで倒すと使用可能。前作とは基本的に変わっておらず、初心者向け。行動範囲も広いので、ステージ攻略には向いているが、ソニックみたいに急接近できる技もクリームみたいに遠距離攻撃できる技も持っていないため、走りながら戦う本作のボス戦は少々辛いかもしれない。
ナックルズ
ゾーン5のボスをソニックで倒すと使用可能。他のキャラ同様エッグマンに捕まっていたが、久しぶりにエッグマンに騙されたらしく、ソニックとの初戦時のみゾーン5のボス「エッグソーサー」を自ら操縦してソニックに襲いかかる（ボス専用の前半BGMも変わる）。パンチ攻撃が使用可能だが、アッパーは封印した模様。中級者向けながらソニックに比べて扱いやすいが、テイルス同様、ボス戦は少々辛いかもしれない。
エミー
上記の4人全員でカオスエメラルドを7つ集め、ファイナルゾーンをクリアすると使用可能になる隠しキャラクターである。条件が条件なので当然だが、彼女を使用できるようにするにはかなり根気がいる。隠しキャラクターなのでストーリーにはかかわらない（本作にはストーリーらしいストーリーは無いが）。最も上級者向けのキャラだが、前作とは打って変わって、スピンジャンプやスピンダッシュが可能になっている。そのため、他のキャラクターとほぼ同じ操作感覚でプレイできる。もちろん、おなじみのピコピコハンマーも使える。

### 非プレイヤーキャラクター
エッグマン
エッグマンランド建設を企む悪の科学者。クリームやテイルス達をさらうが理由は不明。（ソニックへの挑戦状という可能性はある）。各ゾーンのBoss Attackではボスとして戦うことになる。
クリームのママ
クリームの母親。クリームが礼儀正しいのは彼女のしつけによるものと言われている。クリーム達と同様、エッグマンにさらわれたが何故さらわれたのかは不明である。なお、本名はヴァニラ・ザ・ラビットだが、今作では名前は呼ばれていない。

### 敵キャラクター
モンキキ
スティンガー強襲タイプ
キキ
ゴーラ
クラクラ
コウーラ
クビナガ
ベル
ヤドー
サカスキキ
ピコピコ
トーマス "ペン"
バルン
ハンマーヘッド
マジロ
スティンガー弾発射タイプ
ストロー
スター
キュラ
フリキー
ゲジゲジ
スピナ
マウース

### ボスキャラクター
各ゾーンのAct2をクリアした後、エッグマン（エッグソーサーのみ初回はナックルズが乗っている）と戦うことになる。今作では常に走りながらボスと戦うため攻撃のタイミングがシビア（特に後半ゾーンのボス）であり、ボス戦の難易度は総じて高い。HPを半分近くまで削るとBGMが変化し、ボスの攻撃が激化する。
エッグハンマータンク2
リーフフォレストのボス。ハンマーを振り下ろして攻撃してくる。
エッグボンバータンク
ホットクレーターのボス。一定間隔でエッグマンのマークがついた爆弾を発射してくる。先に砲身に攻撃、破壊してからでなければ、本体にダメージを与えることが出来ない。砲身を破壊した時点で後半戦に入り、爆弾の発射間隔が短くなる代わりに一定の軌道でしか飛んでこなくなる。
エッグトーテム
ミュージックプラントのボス。その名の通り数段のトゲ付き円盤で構成されたタワー状のボス。円盤を飛ばしてきたり、そこから砲台を出して弾を発射したりして攻撃してくる。弱点は一番上層部にあるエッグマンの乗っている部分。砲台は個別に破壊可能。
エアロエッグ
アイスパラダイスのボス。常に空中に浮遊しており爆弾を落としながら逃げていく。この爆弾は着弾と同時に岩を広範囲に撒き散らすためボスへの接近が難しい上、高度の関係上、原則としてボスに攻撃するにはタイミングを見計らってボスに取り付けられたプラットフォームを利用するしかない。さらにBGM変化後の後半戦では爆弾の投下間隔が非常に短くなるため、よりボスへの接近が難しくなる。
エッグソーサー
スカイキャニオンのボス。観覧車のような姿をしており、エッグマンが操縦するユニットのほか、レーザー砲とマジックハンドが備え付けられており、それらが常に時計回りする。攻撃は黒いレーザーと、マジックハンドによる突きと薙ぎ払い。弱点はエッグマンの操縦ユニットだが、上部のガラス部分をピンポイントで攻撃しないといけない上に攻撃チャンスも限られる。さらにマジックハンドでの攻撃にはしばしば即死判定が付く強敵である。レーザー砲は個別に破壊することが出来る。上記の通り、ソニックとの初戦時のみエッグマンではなくナックルズが操縦する。
エッグゴーランド
テクノベースのボス。レールに備え付けられた球体型のボスで、足場がついた銀色2本・金色2本の合計4本のアームを持つ。一定周期でアームのランプを光らせ、光ったアームが銀色の場合は足場を回転させて乗ったプレイヤーを振り落とし、金色の場合は足場の上にトゲを生やしてプレイヤーにダメージを与えてくる。また一定周期でコックピットのランプ部分から光弾を発射してくる。弱点はエッグソーサー同様コックピットのガラス部分だが、そこに到達するには上記の4本のアームを経由する必要がある。ピンチになると足場のランプが光る周期が非常に短くなる上4本同時に光らせることもある。
エッグフロッグ
エッグユートピアのボス。ローラーがついている2本のアームを使って床と天井を自由自在に移動しながら、着弾すると火柱が立つ爆弾を落とす。動きも非常に速い強敵。このボス戦のみ十字ボタン上下を押してプレイヤーの重力を上下反転させることができる。
スーパーエッグロボZ
XX（ダブルエックス）の終点で待ち構える表向きのラスボス。巨大な人型ロボットで、唯一走らずに戦うボス。主な攻撃はトゲのついた腕を飛ばす、目から極太のレーザーを発射する、せりあがる3つの足場でプレイヤーを天井に敷き詰められたトゲに突き刺すの3つ。弱点は頭部だが通常のジャンプでは届かないため上記のせりあがる足場を利用する必要がある。トゲ付きの腕は個別に破壊することができる。
エッグシューター
トゥルーエリア53のボス。ソニックのみ戦える本作真のラスボス。本体を直接攻撃できないため、ボスが発射してくるミサイルを打ち返してダメージをあたえる。

## シリーズ一覧
- ソニック アドバンス（ゲームボーイアドバンス）
- ソニック アドバンス2（ゲームボーイアドバンス）
- ソニック アドバンス3（ゲームボーイアドバンス）